# William Alphonso Murrill

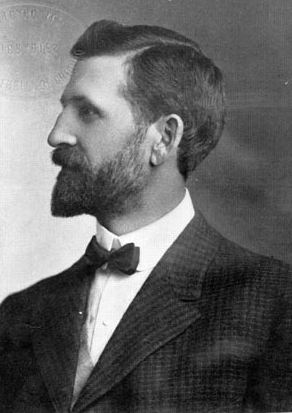

William Alphonso Murrill (* 13. Oktober 1869 in Lynchburg; † 25. Dezember 1957 in Gainesville) war ein US-amerikanischer Mykologe und bekannt für seine Forschungen zu Agaricales und Polyporaceae. Sein botanisches Autorenkürzel lautet „Murrill“.

## Leben
Murrill promovierte 1897 an der  Cornell University unter George Francis Atkinson, einer führenden Autorität in der Taxonomie der Basidiomycetes. Seit 1904 arbeitete er als Assistenz-Kurator am Herbarium und der Bibliothek der Columbia University und wurde letztlich von 1919 bis 1925 Kurator. Er arbeitete ebenfalls an der University of Florida und veröffentlichte mehr als 500 Publikationen.